# Marapana
Marapana là một chi bướm đêm thuộc họ Erebidae.